# Matt Olson

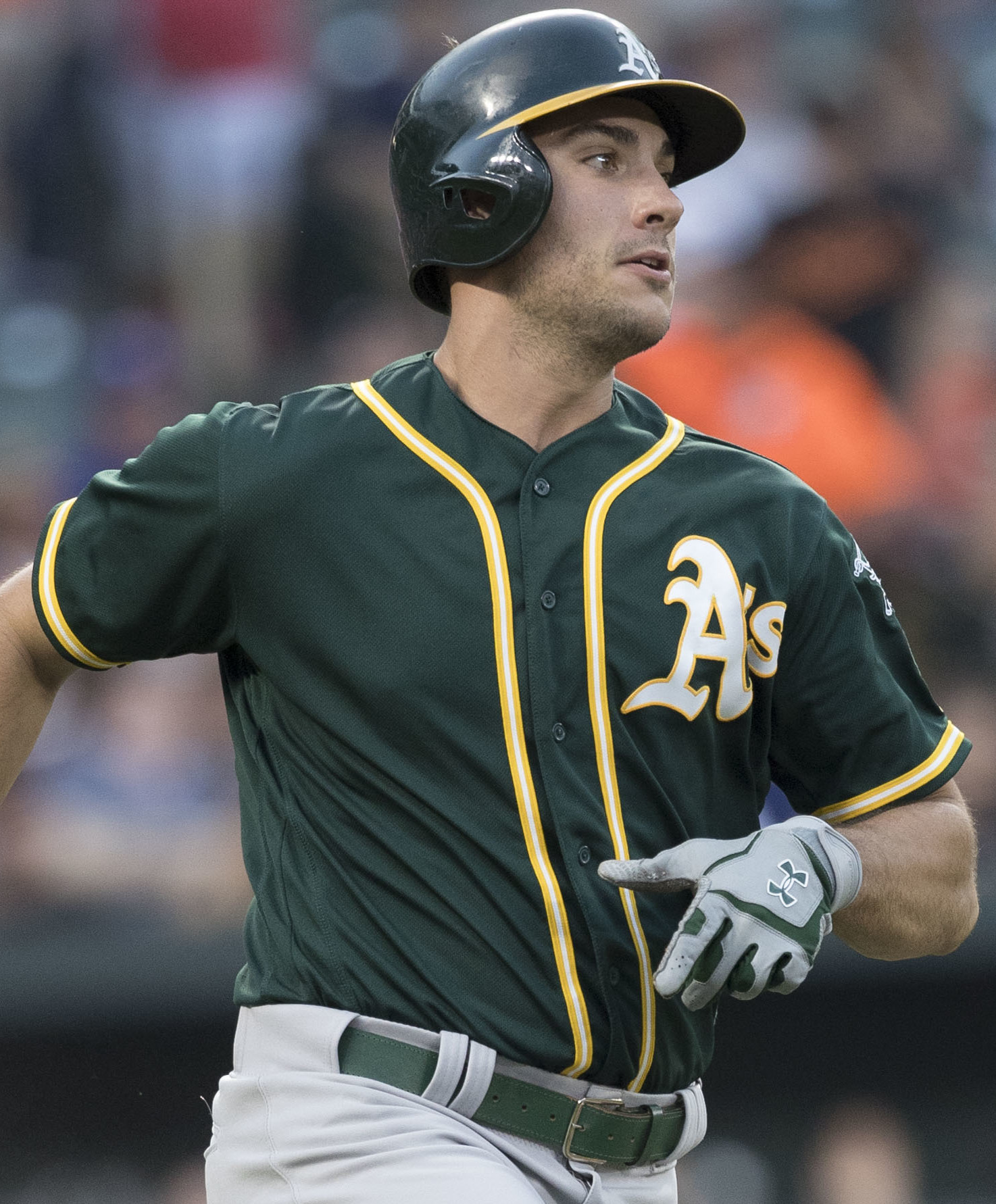
Matt Olson, 2017.

Matthew Kent "Matt" Olson, född 29 mars 1994 i Atlanta i Georgia, är en amerikansk professionell basebollspelare som spelar som förstabasman för Atlanta Braves i Major League Baseball (MLB). Han har tidigare spelat för Oakland Athletics.
Olson draftades av Oakland Athletics i 2012 års MLB-draft som 47:e spelare totalt.
Han har vunnit två Gold Glove Award.